# مفطح
مُفَطَّح که اِمفطح هم تلفظ می‌شود، یکی از غذاهای پرچرب مردم عرب خوزستان است که پخت و پز آن در ماه رمضان و مراسم خاص و جشن‌ها بیشتر می‌شود.  این خوراکی در بیشتر کشورهای عربی نیز پخته می‌شود.

## نحوه پخت
این غذا در واقع راسته گوسفند است به این شکل که مفطح با تکه‌های بزرگ گوسفند و ادویه جات خاصی پخته می‌شود و اغلب بر سفره‌های اغنیای عرب خوزستانی به ویژه مناطق جنوبی استان دیده می‌شود.  پختن مفطح یکی از آئین‌های رمضان در خوزستان است.

برهٔ درسته پس از تمیزی و حشوگذاری در شکم آن، با تمر هندی یا رب گوجه آغشته شده و در یک دیگ بزرگ پخته یا در یک تنور داغ بریان می‌شود. کشمش، لپه، دارچین، ادویه جات، لیمو عمانی و گاهی مرغ، مواد حشو را تشکیل می‌دهند. بره پخته یا کباب شده که در فرهنگ عامیانه به غوزی نیز معروف است، در یک سینی بزرگ همواره با پلو مصرف می‌شود.   

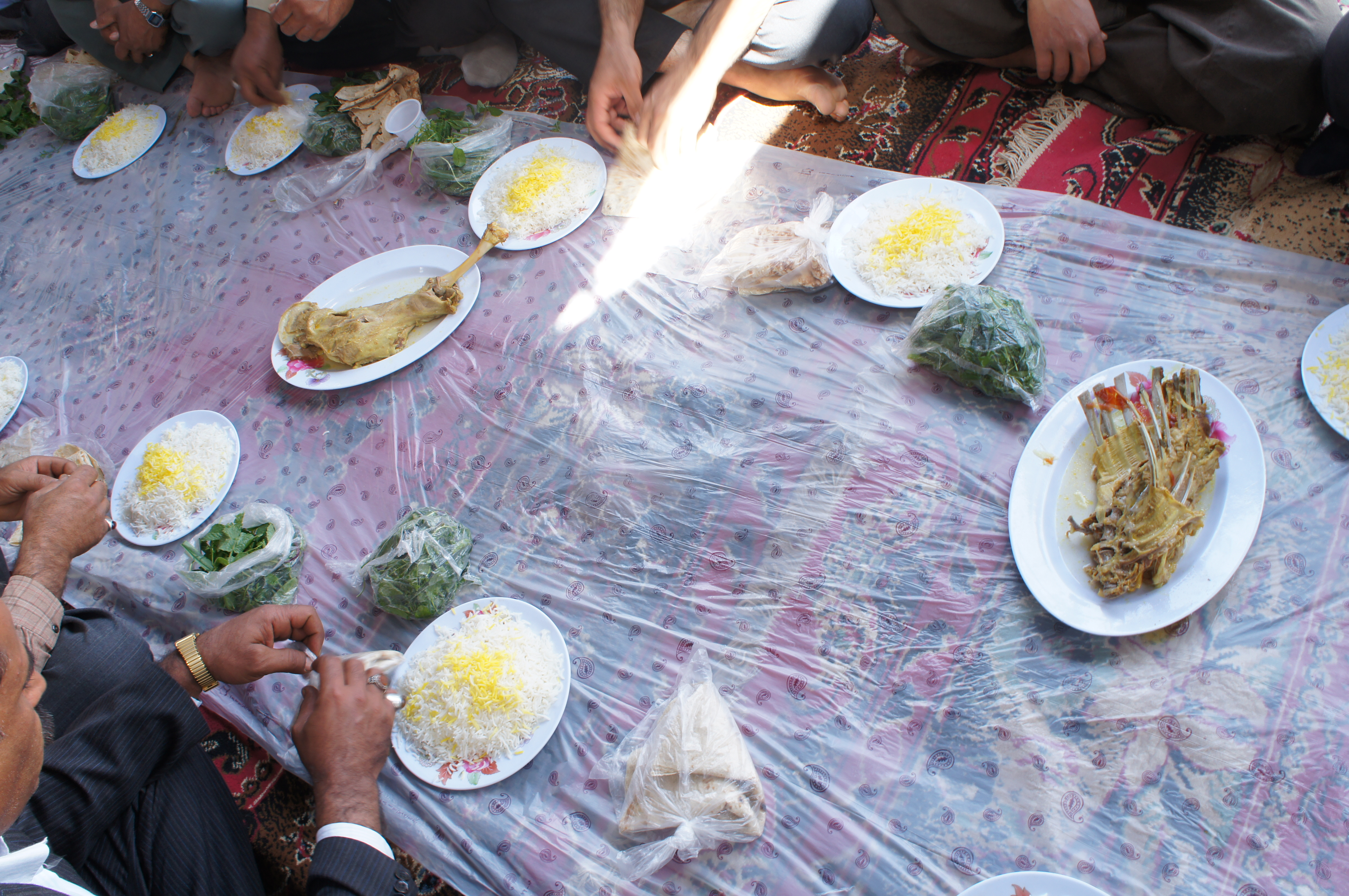
سفرهٔ مراسم فاتحه‌خوانی عربی موسوم به «مفطح» غیزانیه، اهواز